# هال واریان
هال رونالد واریان (به انگلیسی: Hal Varian)(متولد ۱۸ مارس ۱۹۴۷، در ووستر، اوهایو) یک اقتصاددان ارشد در اقتصاد خرد و اقتصاد اطلاعات است. او اقتصاددان ارشد شرکت گوگل است و دارای درجه استاد ممتاز از دانشگاه کالیفرنیا، برکلی است که در آن دانشگاه رئیس دانشکده اطلاعات بود. او دو کتاب درسی تالیف کرده است: متوسط خرد، یک متن اقتصاد خرد مقطع کارشناسی، و اقتصاد خرد تجزیه و تحلیل، یک متن پیشرفته. همراه با کارل شاپیرو، او همکاری این نویسنده قوانین اطلاعات: راهنمای استراتژیک به اقتصاد شبکه و اقتصاد فناوری اطلاعات: مقدمه.

## حرفه
او در سال ۲۰۰۲ به عنوان مشاور به شرکت گوگل پیوست، و بر روی طراحی مزایده تبلیغات، اقتصاد، امور مالی، استراتژی شرکت، و سیاست‌های عمومی، کار کرد.
او کارشناسی علوم خود را در اقتصاد در سال ۱۹۶۹ از ام آی تی دریافت کرد و کارشناسی ارشد خود را هر دو (ریاضی) و دکتری (اقتصاد) از دانشگاه کالیفرنیا، برکلی در سال ۱۹۷۳. او در MIT، دانشگاه استنفورد، دانشگاه آکسفورد، دانشگاه میشیگان، دانشگاه سیهنا و دانشگاه‌های دیگر در سراسر جهان تدریس می‌شود. او دارای دو دکترای افتخاری از دانشگاه Oulu فنلاند در سال ۲۰۰۲، و یک دکتر در ساعت. C. از مؤسسه تکنولوژی کارلسروهه (KIT)، آلمان، اهدا در سال ۲۰۰۶.
واریان متأهل و دارای یک فرزند است.

## همچنین مشاهده کنید
- قاعده واریان
- قضایای واریان